# Dorf- und Heimatmuseum Winterbach
Das Dorf- und Heimatmuseum Winterbach dokumentiert in erster Linie die Ortsgeschichte der baden-württembergischen Gemeinde Winterbach im Remstal.

## Ortsgeschichtliche Sammlung
1934 übergab Karl Nachtrieb der Gemeinde eine erste Sammlung historischer Gegenstände für ein ständiges Museum. Im Zweiten Weltkrieg wurden diese Bestände zerstreut. Zum Heimattag 1968 wurde eine neue heimatgeschichtliche Sammlung im Kellergeschoss der alten Schule eingerichtet. 1975 erhielt das Museum sein jetziges Domizil im Haus Dobelmann, einem zweihundert Jahre alten von der Gemeinde erworbenen Bauernhaus. Das Gebäude mit Garten sowie Backhäusle und seinen original ausgestatteten Stuben geben Einblick in das bäuerliche und bürgerliche Leben der vorindustriellen Zeit. Weitere Sammlungsschwerpunkte sind archäologische Funde der Mittel- und Jungsteinzeit sowie Zeugnisse der Flachsbearbeitung und des Handwerks.

## Julie-Palmer-Gedenkstätte

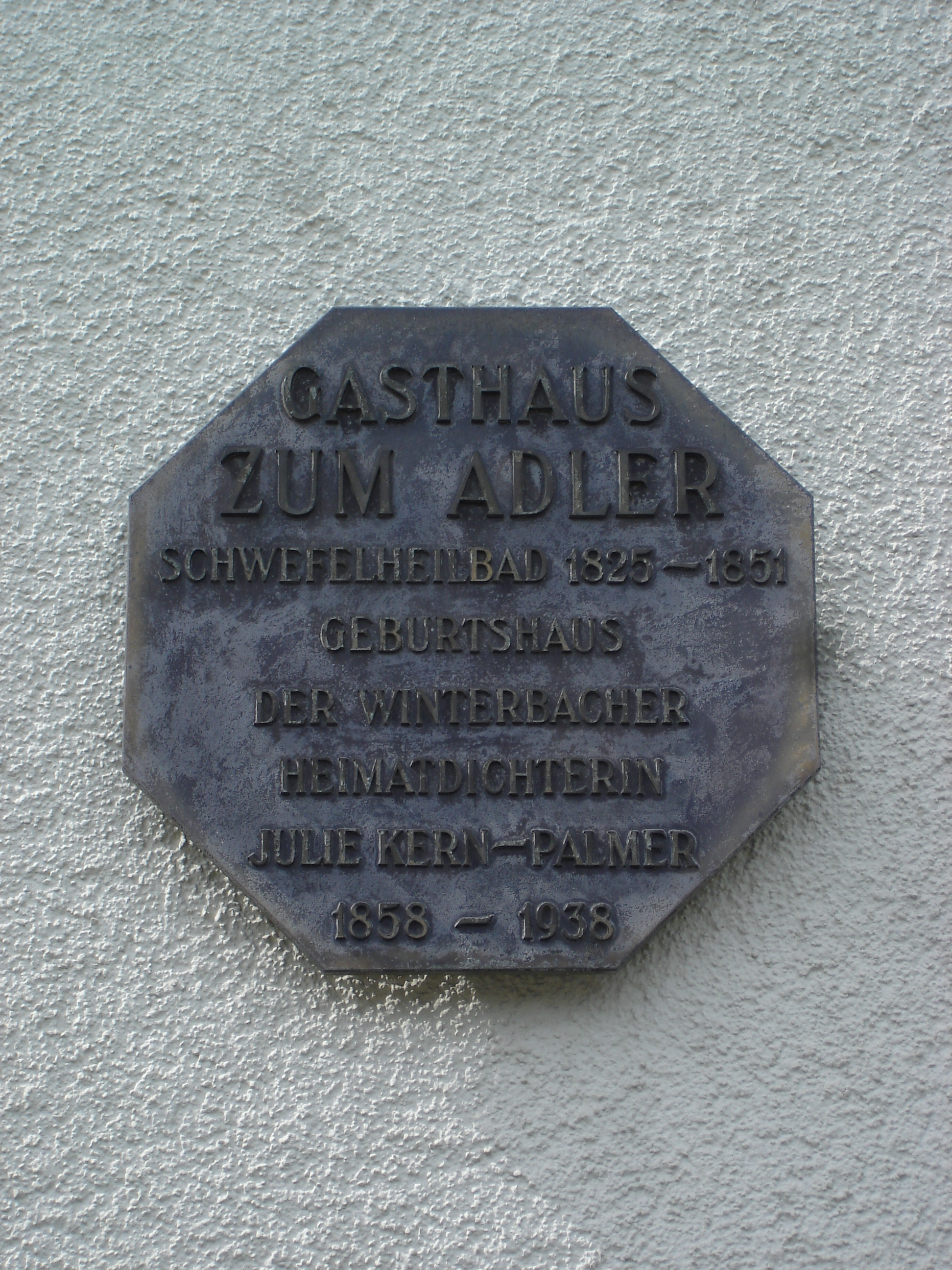
Gedenktafel am Geburtshaus von Julie Kern

Seit 1984 ist im zweiten Obergeschoss ein Zimmer für die Winterbacher Heimatdichterin Julie Kern (1858–1938) eingerichtet. Unter ihrem Pseudonym Julie Palmer veröffentlichte sie Erzählungen, Märchen und Theaterstücke im schwäbischen Dialekt. Die Einrichtung der Gedenkstätte wurde vom Deutschen Literaturarchiv in Marbach unterstützt. An die Autorin erinnern darüber hinaus eine Gedenktafel an ihrem Geburtshaus – dem ehemaligen „Gasthaus zum Adler“ – sowie ihr Grab auf dem Alten Friedhof.

## Sonstiges
Das oberste Stockwerk beherbergt eine von Ruth Nachtrieb zusammengetragene Sammlung alter Puppen und Kinderspielsachen. Hinzu kommt eine Ostdeutsche Heimatstube, die an die Geschichte des früheren deutschen Ostens sowie Flucht und Vertreibung erinnert. Das Bibelzimmer zeigt alte Bibeln, Totenbriefe und sonstige volkskundliche Gegenstände.

## Hafnerhäusle
Dem Museum ist eine in nächster Nachbarschaft befindliche Hafnerbrennhütte (Töpferhütte) angegliedert. 1995/96 wurde sie von ehrenamtlichen Helfern des Museums saniert und präsentiert in fünf Glasvitrinen Funde der ehemaligen Hafnerei (Töpferei) Füßle-Müller, außerdem die Baugeschichte und Befunde des Hauses, die Geschichte des Hafnerhandwerks und der Hafnerfamilie sowie ferner eine Auswahl archäologischer Funde aus Winterbach.